# Misgenderen
Misgenderen houdt in dat men iemand aanspreekt of identificeert met een verkeerde genderaanduiding, zoals wanneer men een vrouw 'hij' of een man 'zij' noemt, of wanneer men voor een transgender persoon de oude voornaam blijft gebruiken, terwijl diegene een andere naam heeft aangenomen (een vorm van misgenderen bekend als deadnaming). Dit wordt vaak met opzet gedaan als een vorm van pestgedrag, of per ongeluk als een faux pas. Misgenderen wordt doorgaans gezien als een belediging, en wordt vooral door transgender personen ervaren als bijzonder kwetsend en vernederend. 
Misgenderen gebeurt ook op scholen wanneer jongeren een nieuwe genderidentiteit aannemen. Een leraar die misgenderde is op non-actief gesteld.; ook zijn in de Verenigde Staten twee schoolkinderen geschorst van school vanwege misgenderen.
Misgenderen wordt gezien als een vorm van transfobie.